# Otto Licha
Otto Licha (1912. november 2. – Ausztria, Schwaz, 1996. április 9.) olimpiai ezüstérmes osztrák kézilabdázó.
Részt vett az 1936. évi nyári olimpiai játékokon, amit Berlinben rendeztek. A kézilabdatornán játszott, és az osztrák válogatott tagjaként ezüstérmes lett.
Az 1938-as férfi kézilabda-világbajnokságon ezüstérmet szerzett csapat tagja volt.